# ۵۱۱ بثرست
۵۱۱ بثرست (انگلیسی: 511 Bathurst) یک مسیر تراموا در سیستم تراموای تورنتو است که توسط کمیسیون حمل و نقل تورنتو در انتاریو، کانادا اداره می‌شود.
۵۱۱ بثرست بین ایستگاه بثرست (تورنتو) و حلقه اکسهیبیشن شمال-جنوب در امتداد خیابان بثرست با ترافیک مختلط، و شرق به غرب در امتداد خیابان فلیت در یک تراموا اختصاصی در سمت راست مسیر مشترک با مسیر ۵۰۹ هاربرفرانت کار می‌کند.
در اواخر شب، اتوبوس ۵۱۱ بثرست با اتوبوس ۳۰۷ بثرست بلو جایگزین می‌شود، که شامل مسیر اتوبوس ۷ بثرست نیز می‌شود که از حلقه نمایشگاه تا محدوده شهر در خیابان استیلز فعالیت می‌کند.